# Ondrej Oslica
Ondrej Oslica (* 10. července 1937 Čičmany) je bývalý slovenský fotbalový obránce. Vystudoval vysokou školu v Nitře a od roku 1963 je inženýrem.

## Hráčská kariéra
V československé lize hrál za Slovan Nitra, aniž by skóroval. Nastupoval také za Žilinu.

### Prvoligová bilance
| Ročník             | Zápasy | Góly | Minuty | Klub            |
| ------------------ | ------ | ---- | ------ | --------------- |
| I. liga 1961/62    | 14     | 0    | 1 097  | TJ Slovan Nitra |
| I. liga 1962/63    | 3      | 0    | 224    | TJ Slovan Nitra |
| CELKEM I. ČS. LIGA | 17     | 0    | 1 321  |                 |